# Роджер Фоутс
Роджер С. Фоутс (англ. Roger S. Fouts, нар. 8 червня 1943 року) — американський дослідник приматів. Один з директорів Chimpanzee and Human Communication Institute (CHCI) у Вашингтоні, професор психології Центрального Вашингтонського університету. Найбільш відомий своєю роллю у навчанні спілкуванню шимпанзе Уошо з використанням набору сигналів американської жестової мови.
Фоутс захищає права тварин, спираючись на законодавство про тварин Нової Зеландії як модель юридичних прав для вищих приматів (hominidae), у співпраці з британськими приматологом Джейн Гудолл з метою покращення умов утримання шимпанзе. Має праці з законодавства про тварин та етики дослідів на тваринах.

## Біографія
Фоутс народився в Сакраменто, штат Каліфорнія. Отримав ступінь бакалавра дитячої психології в коледжі, через кілька років перетвореному в Каліфорнійський державний університет і ступінь доктора філософії в Університеті Невади. У 1964 році одружився з Деборою Харріс, що стала його помічником.

## Кар'єра
Переломним моментом кар'єри Фоутса став 1967, коли він практично провалив співбесіду з професором Алленом Гарднером в Ріно, штат Невада. Проте Уошо, шимпанзе, одразу виявив симпатію до Роджера і заліз до нього на руки. За кілька днів Фоутсу повідомили, що його прийнято. В 1970 проект з Уошо і Гарднером був переведений в Інститут вивчення приматів в Нормані, штат Оклахома.
Гарднер і Фоутс навчали шимпанзе знакам американської жестової мови (ASL) методами моделювання (демонструючи їх і домагаючись від шимпанзе наслідування) та прямої маніпуляції (складаючи руки шимпанзе у необхідні положення). Поступово вони виявили, що тварини використовували ASL для спілкування. Мавпи становили фрази з комбінацій жестів для позначення нових предметів, у їх оточенні. Loulis, прийомний син Уошо, навчився основам ASL і понад 70 знакам безпосередньо у Уошо без участі людини.
Фоутс працював як консультант на зйомках 4 фільмів, включаючи Грейсток: Легенда про Тарзана, повелителя мавп (1984).